# 石马宫墓
石马宫墓，位于中国广东省汕头市潮阳区西胪镇，现为潮阳区文物保护单位，类型为古墓葬，公布时间为1992年4月7日。
石马宫墓的历史年代为明代。